# Wachandarja
Der Wachandarja (auch Wachan oder Wakhan geschrieben oder Wak genannt; tadschikisch Вахондарё Wachondarjo; russisch Вахандарья) ist der linke Quellfluss des Pandsch in Zentralasien.

## Flusslauf
Der Fluss entsteht im Grenzbereich der Gebirge Hindukusch und Pamir in der Provinz Badachschan im äußersten Nordosten von Afghanistan bei Baza'i Gonbad in rund 3885 m Höhe aus der Vereinigung zweier Gebirgsflüsse:
- Der kleinere rechte entspringt Eisfeldern in rund 4900 m Höhe und fließt zunächst südwestwärts. Beim Eintritt in die westöstlich verlaufende breite Hochgebirgstalung des Wachankorridors gabelt er sich in einem großen Schwemmkegel. Der linke Ast strömt über den Moränenstausee Shaqmaqtin in den nach Nordosten fließenden Aksu. Der rechte Arm fließt als Wachan in die entgegengesetzte Richtung. Beide entwässern aber nicht in verschiedene Meere, sondern treffen sich beim Zusammenfluss von Bartang und Pandsch wieder.
- Der größere linke Quellfluss bildet sich aus den Schmelzwässern mehrerer Gletscher nahe dem Wakhjir-Pass, die von bis knapp 6000 m hohen Bergketten eingerahmt sind und durchströmt in gestrecktem Lauf ein von ausgedehnten Moränen späteiszeitlicher Gletscherstände gesäumtes Hochgebirgstal.

Zusammen mit diesem Hauptquellfluss hat der Wachan eine Länge von 220 Kilometern. Anschließend vereinigt er sich südöstlich des 6726 m hohen Pik Karl Marx nahe der Grenze zu Tadschikistan bei der Ortschaft Langar in 2799 m Höhe mit dem Pamir zum Pandsch.
Nahe dem bereits in Tadschikistan in engem Tal zwischen Hindukusch und Pamir gelegenen Langar wurde ein Wasserkraftwerk errichtet.